# Yam Festival

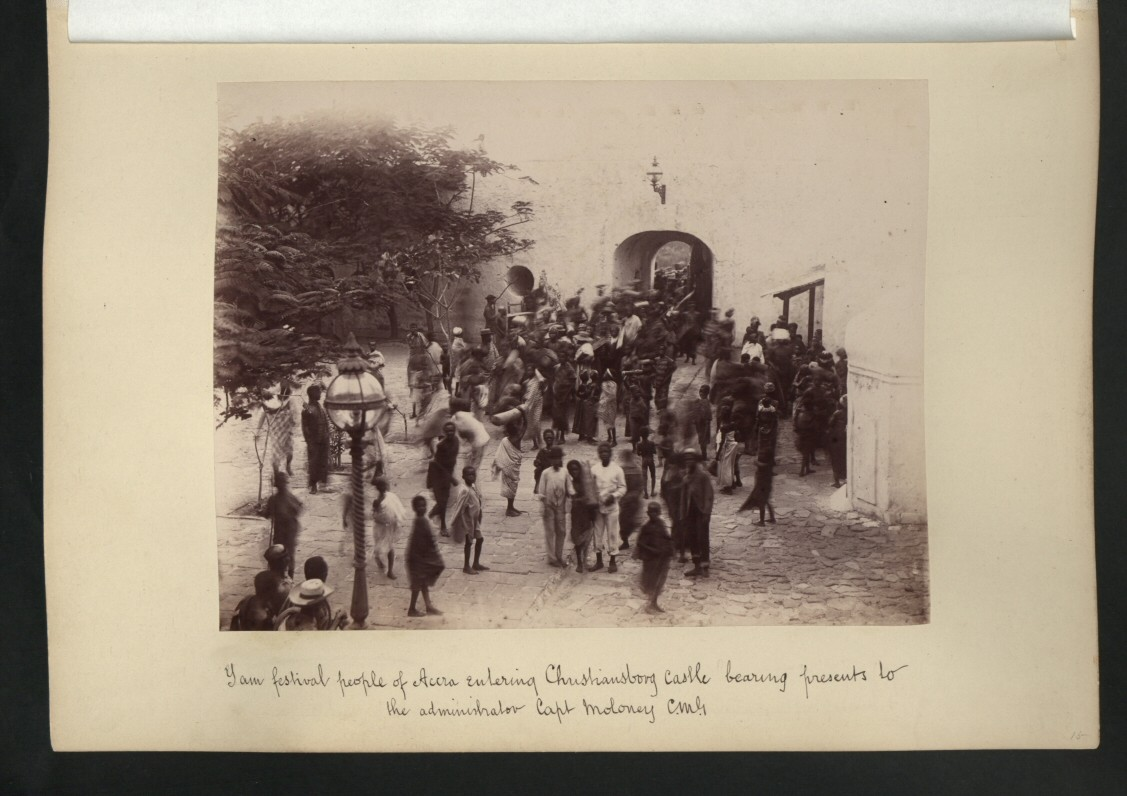
Yam festival povo de Accra no Gana, entram no castelo Christiansborg com presentes ao administrador Capt. Moloney C.M.G. Esta imagem é parte do acervo fotográfico Colonial Office photographic collection realizado no The National Archives, carregados como parte do (Africa Through a Lens project).

O Yam Festival (em português Festival do Inhame) é uma festa popular no Gana e Nigéria, geralmente realizada no início de agosto, no final da estação das chuvas. Seu nome é relativo ao inhame, o alimento mais comum em muitos países da África. É também conhecido como "Ikeji" na Nigéria. Na Nigéria, os dançarinos usam máscaras que refletem as estações ou outros aspectos da natureza.
Inhame é a primeira cultura da época a ser colhida. As pessoas oferecem o inhame para divindades e antepassados antes de distribuí-los aos aldeões que agradecem aos espíritos acima dele.